# Зарудцы
Зарудцы (укр. Зарудці) — село во Львовской городской общине Львовского района Львовской области Украины.

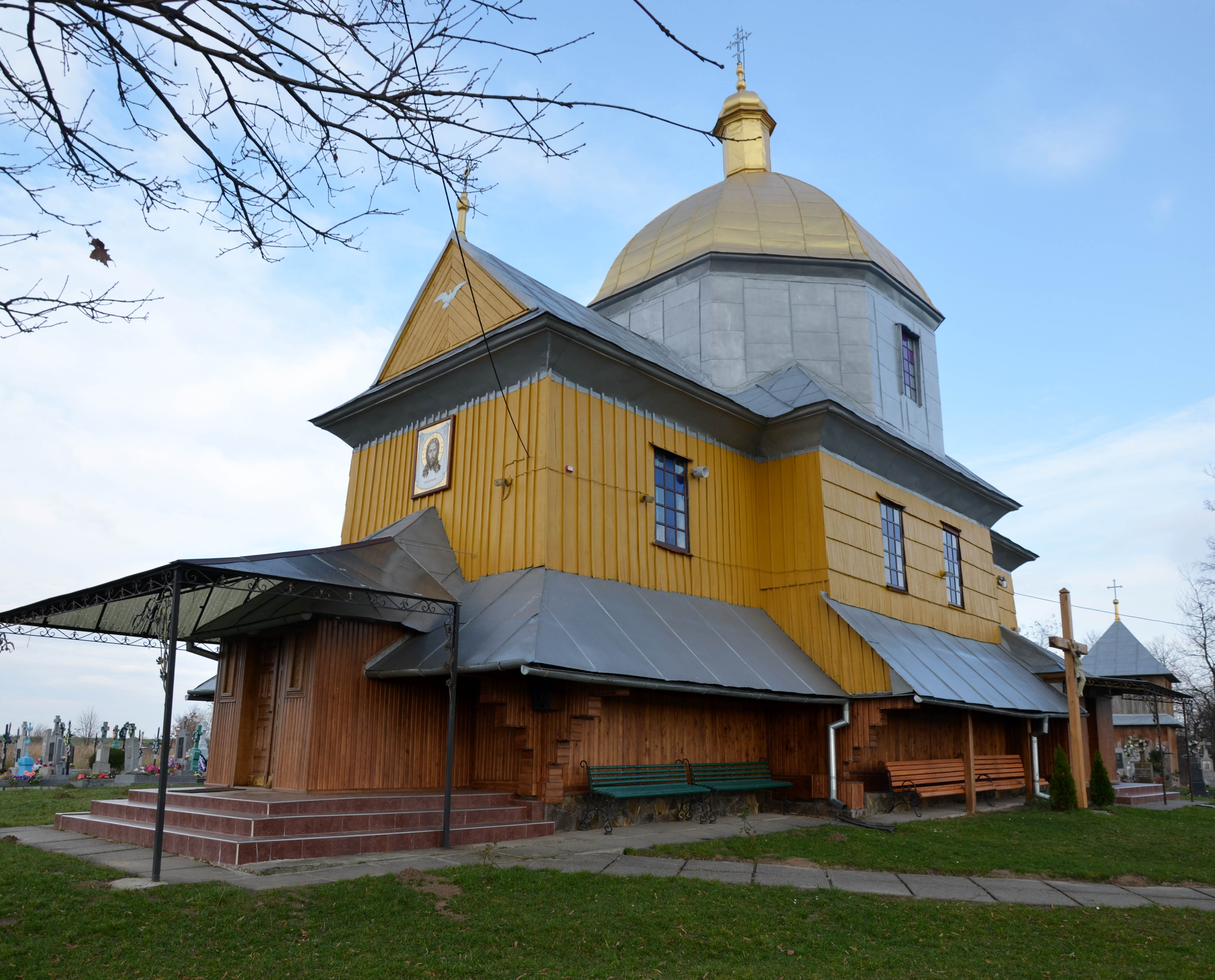
Церковь Святого Косьмы и Дамиана 1862 г.

Население по переписи 2001 года составляло 727 человек. Население по данным 2023 года составляло 350 человек. Занимает площадь 8,75 км². Почтовый индекс — 80355. Телефонный код — 3252.